# Уайк, Лоренс
Лоренс Уайк (англ. Laurence Wyke; 20 сентября 1996, Болтон, Англия) — английский футболист, полузащитник клуба «Финикс Райзинг».

## Карьера
Уайк — воспитанник «Манчестер Юнайтед».
Приехав в США, обучался в Университете Тринити и Университете Фёрмана, играя за их футбольные команды в Национальной ассоциации студенческого спорта.
Уайк был доступен на Супердрафте MLS 2019, но остался невыбранным.
20 февраля 2019 года Уайк подписал контракт с клубом Чемпионшипа ЮСЛ «Атланта Юнайтед 2». Его профессиональный дебют состоялся 15 марта 2019 года в матче против «Луисвилл Сити». 12 мая 2019 года в матче против «Бетлехем Стил» он забил свой первый гол в профессиональной карьере.
29 февраля 2020 года клуб MLS «Атланта Юнайтед» подписал с Уайком краткосрочный контракт на матч открытия сезона 2020 против «Нэшвилла», в котором он вышел на замену после перерыва между таймами вместо Франко Эскобара. По окончании сезона 2020 «Атланта Юнайтед» не продлила контракт с Уайком.
31 марта 2021 года Уайк подписал однолетний контракт с клубом Чемпионшипа ЮСЛ «Тампа-Бэй Раудис». Дебютировал за «Раудис» 1 мая 2021 года в матче стартового тура сезона 2021 против «Шарлотт Индепенденс». 2 октября 2021 года в матче против «Чарлстон Бэттери» забил свой первый гол за «Раудис».
10 октября 2022 года Уайк был дисквалифицирован на 12 матчей и оштрафован на нераскрытую сумму Чемпионшипом ЮСЛ после обвинения в расовой дискриминации во время матча против «Монтерей-Бея» 2 октября. 14 октября после апелляции со стороны «Тампа-Бэй Раудис» дисквалификация Уайка была отменена решением независимого дисциплинарного совета. По окончании сезона 2022 Уайк покинул «Тампа-Бэй Раудис» в связи с истечением срока контракта.
22 декабря 2022 года Уайк вернулся в MLS, подписав контракт с клубом «Нэшвилл» на сезон 2023 с опциями продления на сезоны 2024 и 2025. За «Нэшвилл» дебютировал 26 апреля 2023 года в матче третьего раунда Открытого кубка США 2023 против «Сан-Антонио». 3 июня 2023 года Уайк на правах аренды вернулся в «Тампа-Бэй Раудис». По окончании сезона 2023 «Нэшвилл» не стал продлевать контракт с Уайком.
26 января 2024 года Уайк подписал контракт с клубом Чемпионшипа ЮСЛ «Финикс Райзинг». Дебютировал за «Райзинг» 9 марта 2024 года в матче стартового тура сезона против «Бирмингем Легион».

## Достижения
Командные
 «Тампа-Бэй Раудис»
- Победитель регулярного чемпионата Чемпионшипа ЮСЛ: 2021